# 3美分镍币
3美分镍币（英語：或）又称铜镍合金3美分硬币（copper-nickel three-cent piece），是美国铸币局于1865至1889年间生产的一种硬币，由该局首席雕刻师詹姆斯·巴顿·朗埃克设计。这种硬币起初得以广泛流通，之后在商业流通中逐渐被面值5美分的镍币取代。
南北战争引发的经济动荡导致贵金属硬币遭到囤积，即使是所含金属价值远不及面值的3美分银币也不例外，连铜镍合金分币的市场价值都比面值高，国会于是发行面额低至3美分的纸币来取代商业流通中被囤积的硬币。这些小额纸币极易破损、脏污，因此很不受公众待见。1864年，国会授权发行2美分硬币和重量减轻的铜质分币，两者都较为顺利地在市场中流通，发行3美分铜镍合金币取代3美分纸币的提议接踵而至。这一提议由宾夕法尼亚州实业家约瑟夫·沃顿主导，他当时基本垄断了美国国内的镍矿供应。1865年3月3日，国会在会议最后一天提出发行铜镍合金3美分硬币的法案，两院均在未经辩论的情况下直接通过，然后由总统亚伯拉罕·林肯签字生效。
3美分镍币起初得到广泛流通，但随着5美分镍币于1866年面世而逐渐式微。5美分的尺寸和面额都更大，使用起来更为方便，其面额也更合乎10进制货币体系需求。1870年后，3美分镍币的年产量大幅降低，最终于1890年被国会废除。1889年是铸币局生产3美分镍币的最后一年，许多硬币都被熔融，用金属生产更多的5美分硬币。3美分镍币的收藏面不广，在稀缺程度类似的美国硬币中属较为廉价的收藏品。

## 背景

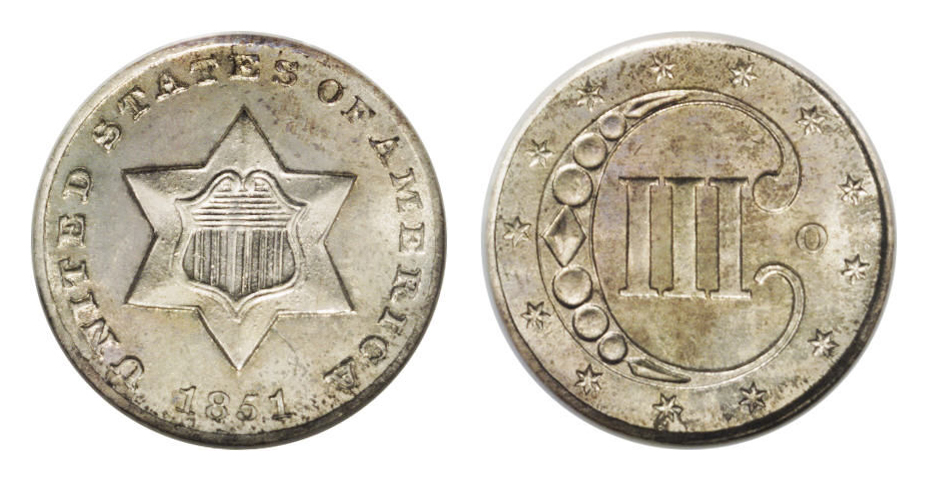
3美分银币于1851年开始投入市场

受加利福尼亚淘金潮及其他因素的影响，大量黄金涌入美国市场，导致白银相对于黄金的价格提高，银币因此外流或遭到囤积并熔融。1851年，纽约州联邦参议员丹尼尔·S·迪金森（Daniel S. Dickinson）提出法案，建议发行含银量为75%，余下25%为铜的3美分硬币，还要求将邮政资费从5美分下调到3美分。此前发行的美国银币都含有90%的银，降低含银量也意味着硬币可以流通更长时间不遭囤积。太平洋沿岸及南方广大地区居民拒绝接受不含贵金属的硬币，导致铜质大美分币无法流通，因此迫切需要新的货币方便人们购买邮票，无需使用铜制分币。迪金森的法案于1851年3月3日通过，不但授权发行新的3美分银币，还降低了大部分国内邮件费率。到1854年时，商品交易中货币供求的失衡程度已经减轻，国会于是将3美分银币的含银量提高到标准的90%，同时减轻硬币的重量。
1857年，大美分币被尺寸更小，含铜88%、镍12%的飞鹰1美分硬币取代。1861年内战爆发后，联邦政府试图通过借款为战争融资未果，财政部于1861年12月停止采用黄金支付，联邦政府也在基本没有阻力的情况下让纸币成为国家经济基础。到了1862年6月，白银价格已有显著上涨，银币从市场流通中消失，许多都外流到加拿大，这里银币不但可以流通，还可以兑换黄金。低面额硬币的外流对商业流通的破坏程度远比高面额金币外流要大，各种权宜手段应运而生。许多城市和企业发行代币，邮票也成了暂时性的流通货币，联邦政府则发行纸质辅币，其中面额最低的仅为3美分。政府或企业发行的小面额纸币极易破损、脏污，因此不受公众待见。太平洋沿岸沿岸地区仍然不接受纸币，金币和银币继续流通。

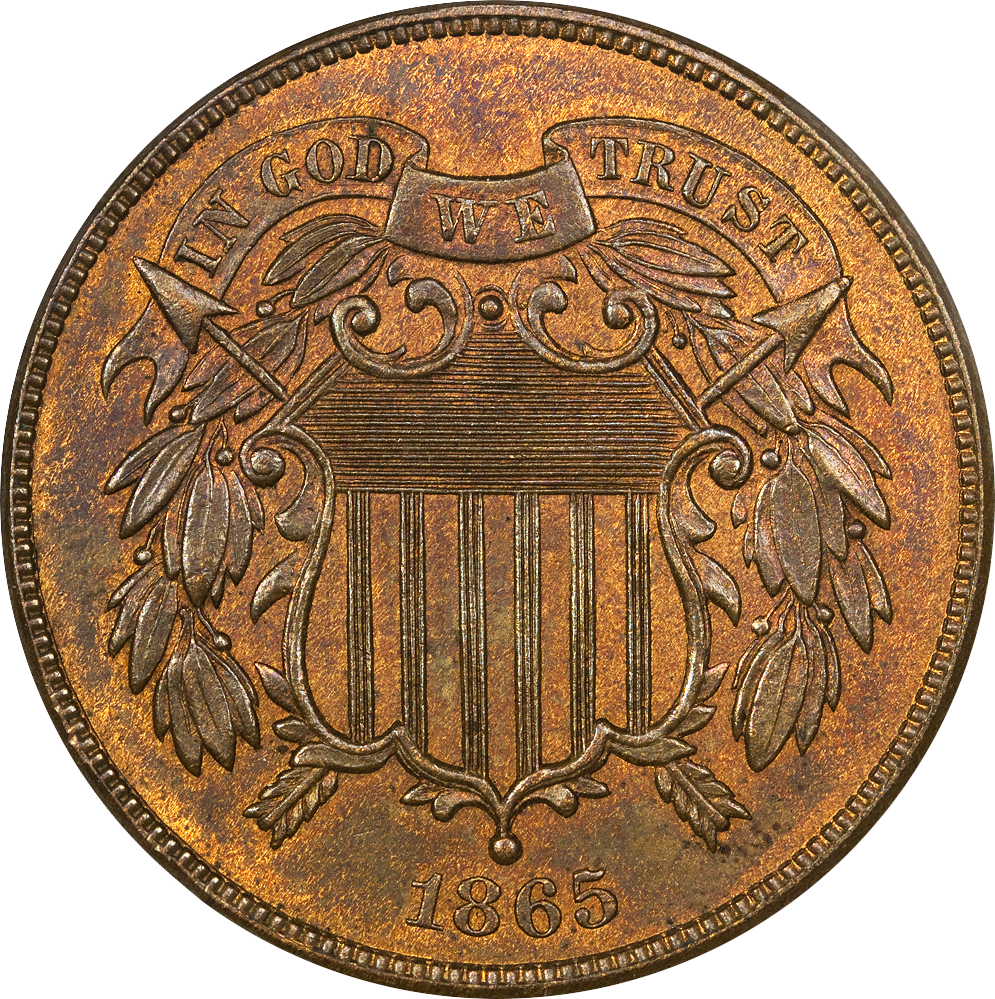
1864年4月22日，国会授权发行2美分硬币（图）。

3美分辅币直至1864年底才面世，所以能够为5美分找零的就只有1美分，这导致分币在1862至1863年大批量出售时可以加价4%。费城铸币局试图满足市场需求，规定每人最多只能购买5美元分币（即500枚），并向多个主要城市送货。但铸币局局长詹姆斯·波洛克还是在年度报告中指出，分币几乎难得一见，虽然所含金属价值不足1美分，但仍然遭到囤积。钱币学家尼尔·卡罗瑟斯（Neil Carothers）推测，公众之所以囤积分币，是因为这是当时唯一尚在流通的美国硬币，人们无法获得黄金和白银，只能在这种金属制币和脆弱的纸币之间选择。
正当费城铸币局生产的分币还能加价销售的同时，多种私人代币于1863年发行，在商业流通中作为分币使用。铸币局官员发现，这些代币大多是用青铜打造，而非分币采用的铜镍合金，人们也不会囤积青铜制币，为此铸币局也开始考虑发行青铜币。波洛克之后提出法案，建议发行1美分、2美分和3美分青铜币，但是，法案遭到宾夕法尼亚州实业家约瑟夫·沃顿（Joseph Wharton）的反对。沃顿在兰开斯特县的盖普（Gap）境内拥有一座镍矿，这里是当时美国国内金属镍的主要来源。沃顿在国会拥有一定影响力，据卡罗瑟斯记载：
国会拒绝向镍矿利益集团妥协……联邦众议院的反对派将法案通过延迟了一个月。撒迪厄斯·史蒂文斯是当时极具影响的众议员并极力反对法案，但他反对主要是因为法案损及沃顿的利益。

4月22日，总统亚伯拉罕·林肯签署1864年铸币法案。青铜制成的分币和2美分硬币进入市场几个月后仍然在商业流通中发挥作用，没有遭到囤积。此外，青铜合金的硬度低于铜镍合金，所以铸币时需要的压力更小，这样不但生产出的硬币图案更加清晰，而且能够延长铸币金属模具的使用寿命。

## 立法
镍原本是分币的原材料之一，但1864年铸币法案令其在美国硬币中没有了立足之地。沃顿自然不会就此罢休，波洛克没有在1864年的年度报告中提及今后是否采用金属镍来打造硬币，但沃顿于这年4月出版宣传册，提议所有不是用贵金属铸造的硬币都采用75%的铜和25%的镍来生产。在此以前生产的铜镍合金分币中含镍量仅有12%，但即便如此，合金的硬度仍然太高，给铸币局的投产带来困难，设备和模具损耗都很快。如果将含镍量提高到25%，合金硬度就会更高，导致硬币更难生产，但沃顿声称，更硬的合金可以有效防止伪造。

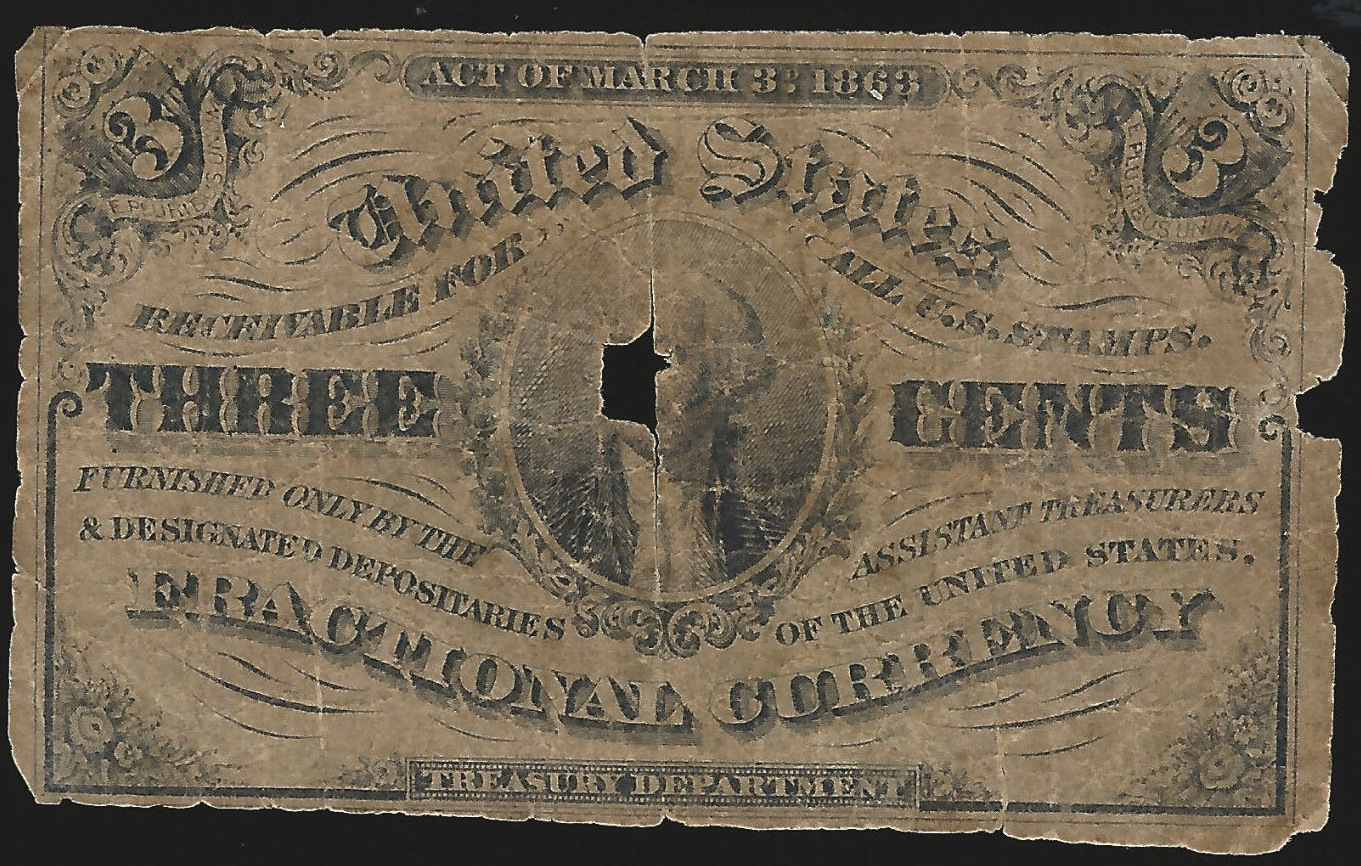
存在破损的1864年版3美分辅币

国会曾于1863年3月3日通过法案，授权发行3美分面额辅币，但事实证明，这些辅币次年进入市场流通后非常不受待见。1864年铸币法案不但取代了原有的铜镍合金分币，还取缔了多种私人代币。此后，市场上的代币都只能匿名发布，自然也就无法保值，但与3美分辅币相比，人们仍然更乐意接受代币。纸质辅币极易脏污、破损，令其更让人反感。同时，3美分这样的面值也不像5美分那样方便换算、找零。据钱币学家沃尔特·布林（Walter Breen）记载：“这正是沃顿的支持者一直在等待的时机。”沃顿及其拥护者声称，政府应当发行同等面额硬币来兑换3美分纸币。他们还指出，如果国会授权发行3美分青铜币，这样的硬币会像过时的大美分币一样庞大，进而导致盲人误以为1857年以前的分币是价值更高的3美分而上当受骗。之前反对制造镍币的波洛克也改变主意成为支持者。

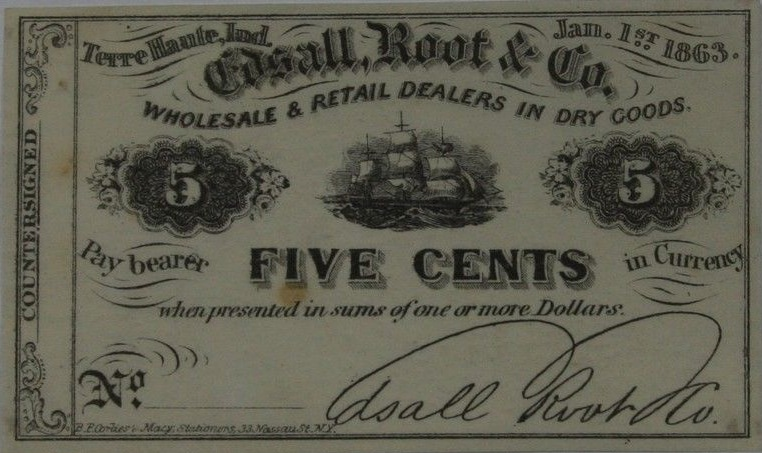
印第安纳州某企业发行的5美分辅币

从不同来源中的记载来看，3美分镍币授权法案的通过情况略有不同。布林认为，镍币发行势力施加的压力最终令众议院铸币委员会主席约翰·亚当·卡森（John Adam Kasson）改变立场，让他相信即使是发行含25%镍（会因合金硬度较高而导致铸币局难以生产）的硬币也好过继续使用辅币。他们还把授权发行3美分硬币的草案送到卡森手上，新币的法定支付上限定在60美分。1864年铸币法案中规定，1美分青铜币的法定支付上限为10美分，2美分硬币为20美分，但新法案将两者都减少到4美分。法案中没有废除3美分银币，这时铸币局仍在生产这种硬币，只是年产量很低。新的铜镍合金币可以兑换3美分辅币，货币局也接到指示，停止印发3美分辅币。1865年3月3日，卡森正式提出法案，并且当天就在未经辩论的情况下从两院通过，再经总统亚伯拉罕·林肯于当晚午夜前签字生效。
钱币学家兼经销商昆汀·戴维·鲍尔斯（Q. David Bowers）记载：“我们只能猜测这一切的背后到底发生了什么。”卡罗瑟斯认为，卡森曾反对制造镍币，但还是在国会议程的最后一天提出建议发行镍币的法案。“没有任何报告和解释……始终无从得知，到底是什么因素促使这一措施通过。”钱币史学家唐·塔克西（Don Taxay）的看法和布林类似，但他认为到1865年3月3日时，“1美分和2美分青铜币的大范围流通已令3美分硬币显得画蛇添足”。

## 设计
从1849年开始，铸币局首席雕刻师詹姆斯·巴顿·朗埃克先后设计过多种形象的自由女神主题硬币，他是根据费城某博物馆从梵蒂冈博物馆借来展出的一尊维纳斯半身像设计这些自由女神形象。3美分镍币上的自由女神形象同朗埃克设计的其他自由女神类似，其中又与1857年的实验分币和1860年的2.5美元鹰扬金币最为接近。3美分镍币上的自由女神头载凤冠，上面还印有（“自由”）字样，再由丝带绑住头发。硬币背面则是将3美分银币上的罗马数字（“3”）同1859年印第安人头像分币背面的花环结合。布林认为，正因设计同朗埃克的其它作品类似，所以有兴趣收藏3美分镍币的收藏家不多。
据大卫·兰格（David Lange）记载，“··朗埃克一如既往的足智多谋，只需将已有的自由女神形象略加改动用到3美分镍币的正面。同样的古典风格轮廓已经出现在印第安人头像分币、1美元金币和3美元金币上，看起来很适合配上新发型和刻上自由字样的凤冠。”授权发行3美分镍币的法案中规定，所有足以刻下（“我们信仰上帝”）字样的硬币上都必须刻上这句格言，但新镍币尺寸太小，所以无需增加铭文。从3美分镍币面世直至废除，其设计图案没有经过任何变更。

## 生产

### 早期（1865至1873年）
3美分镍币于1865年中期开始进入市场流通，民众对之反响热烈。新币比尺寸较大的2美分青铜币更方便，很大程度上取代了后者，2美分逐渐失去市场，于1873年废除。新合金比例导致制币模具的破损率较高。1865至1876年间，政府一共使用了约1700万枚3美分镍币兑换同面额纸质辅币。
沃顿及其支持者并没有因3美分镍币的发行而满足，他们很快就开始为采取同样合金比例铸造的5美分硬币造势。1866年5月16日，国会提出法案建议发行5美分镍币，这种硬币之后便直接以“镍币”之名为人熟知。兰格在有关美国铸币局历史的著作中记载，5美分硬币已经“成为全国硬币生产的其中一条中流砥柱。”新版5美分币的法定支付上限为1美元。

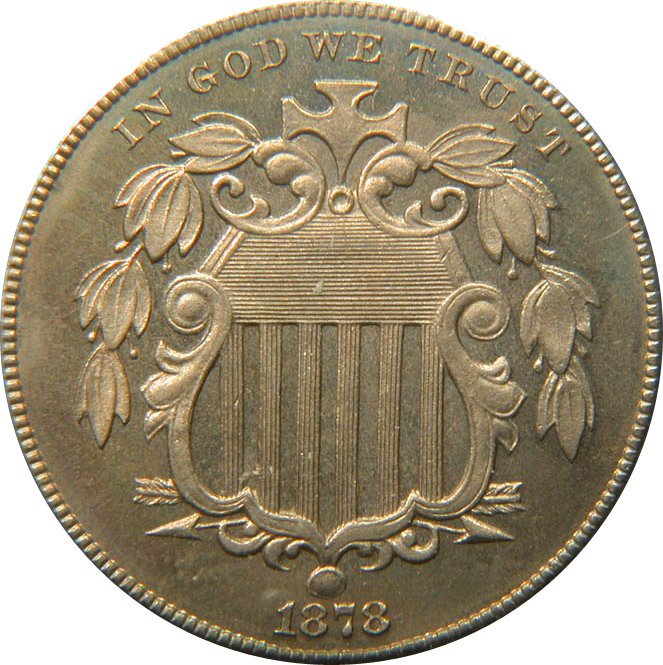
1866年投产的盾牌镍币（图）让3美分铜镍合金币逐渐退出市场流通

5美分铜镍合金币的诞生在很大程度上降低了使用3美分硬币的普遍程度。3美分镍币于1865年投产，这年产量超过1100万枚，1866年也有近500万枚，此后的产量逐渐降低，于1871年时已不足100万枚，并且之后的数十年里只有两年产量超过100万。与银币相比，人们更乐于接受青铜币，3美分镍币又让青铜币变成明日黄花，新发行的5美分镍币也让3美分遭受到同样命运。造成5美分更受欢迎的一个重要原因在于，其授权法案中规定，这种贱金属硬币可以在累积至100美元时一次性兑换，不受1美元法偿限制，不管是3美分还是别的任何一种贱金属币都没有类似规定。1866年，波洛克因反对安德鲁·约翰逊总统的重建政策辞职，亨利·林德曼（Henry Linderman）成为铸币局新任局长，他在1867年递交的首份年度报告中称，镍币授权方案中的兑换条款是“最为明智和公正的规定”，呼吁对1美分、2美分和3美分也增加同类规定。各地邮局因法律规定而必须接受顾客用3美分镍币购买邮票，但却难以用这些硬币从财政部换取更大金额的货币，因为其法定支付上限只有60美分，政府在单笔交易中没有义务接受更高金额。许多私人和企业同样只接受法定支付上限额度的硬币，导致大量贱金属硬币被打折转售
国会没有就林德曼的建议提出相应法案，后者又在1868年的年度报告中旧事重提，称商品交易中的小额硬币充斥，应该允许公众将之兑换。他还透露，自己已经在用3美分和5美分硬币兑换老旧的铜镍合金币。卡罗瑟斯指出，林德曼的做法已经违反1865和1866年的法案，其中规定铜镍合金币不能用于购买3美分和5美分镍币，只能兑换绿钞或其它硬币。林德曼极力推动相应赎回法律，缓解小额硬币过剩的问题：
但是，政府起初以面值出售这些硬币，或是用这些来向债权人还钱，但到了现在，却反过来拒绝接受他人用之付款……没有任何一个由可敬之人组成的政府有过能够与此相提并论的卑劣举动。任何人如果从事这样的骗局，也会被冠上连两分钱都要偷的贼之恶名，并且很快就会被送进惩教所。行使这类欺诈手段的政府也不能指望长期受到任何人的尊重。

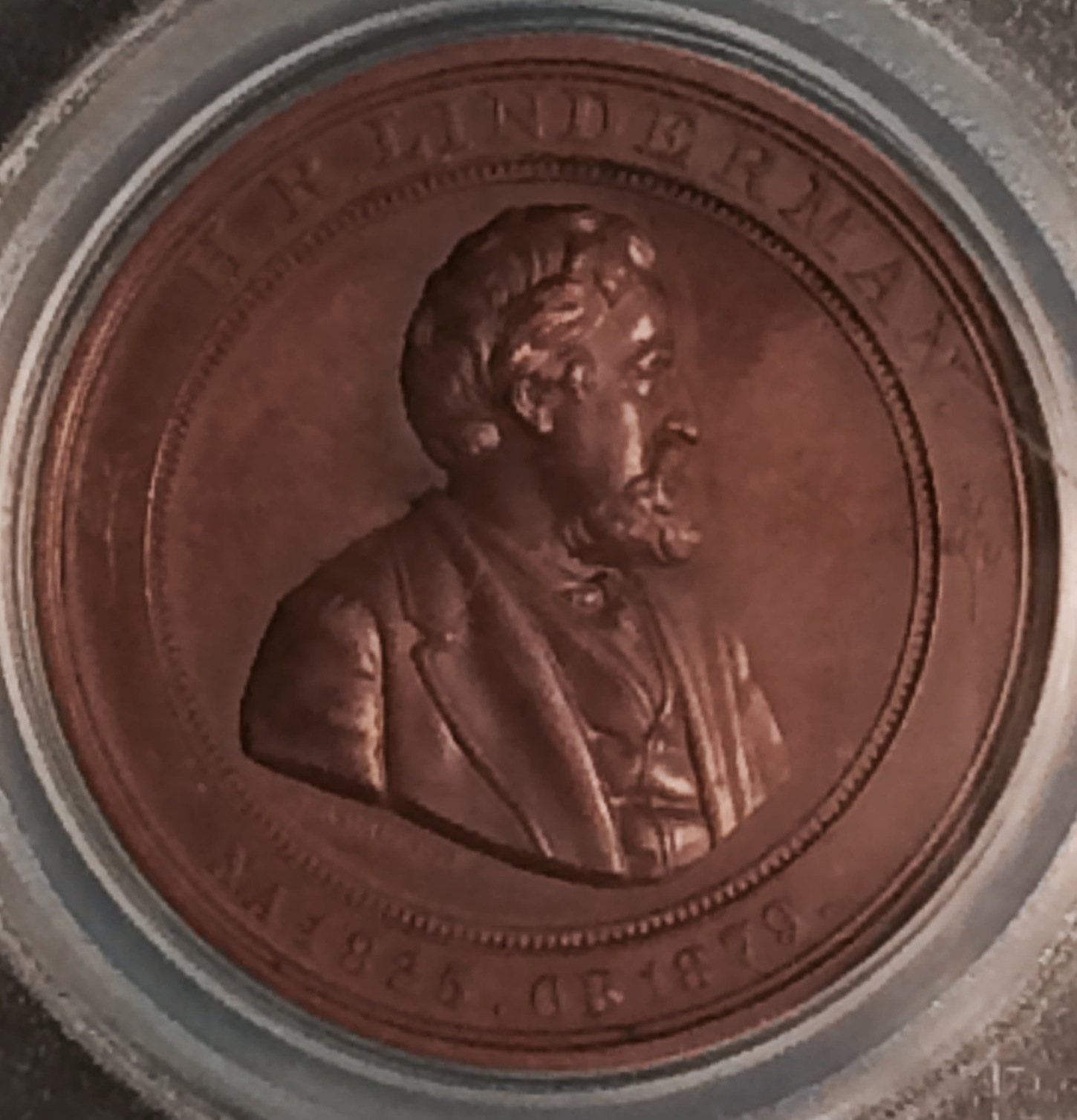
亨利·林德曼极力提倡让3美分镍币也可以像5美分那样大额兑换，上图是1879年化验奖章上的林德曼肖像。

1866年，财政部官员约翰·杰伊·诺克斯（John Jay Knox）被派往旧金山铸币局开展审计工作。他在返回哥伦比亚特区后递交报告，建议对铸币局的经营做多项调整，如改革贱金属铸币等。诺克斯指出，各种针对硬币的法规“相互脱节、格格不入。”林德曼起草法案，建议停止发行面额低于25美分的辅币，同时给予铜镍合金制成的1、3、5美分硬币法偿地位和支付上限，并且允许政府赎回，还建议加大3美分镍币的尺寸和重量。1868年2月，林德曼的法案经宾夕法尼亚州联邦众议员威廉·凯利（William D. Kelley）正式递交国会。法案经过修改后在众议院通过，但参议院没有对之进行表决。凯利在下一个国会议程里再度提出法案，但情况仍然和上次一样。
1869年，波洛克再度成为铸币局局长。他和财政部长乔治·S·鲍特韦尔在是否允许政府赎回小额硬币上立场相左，鲍特韦尔支持赎回。1871年3月3日，总统尤利西斯·辛普森·格兰特签署法案，允许贱金属硬币在累积至20美元后由政府赎回。到了这个时候，国会已经在考虑另外一项旨在对铸币局相关法律做大幅改革的法案，该法案于1870年4月28日由俄亥俄州联邦参议员约翰·舍曼提出，其中包括之前林德曼有关采用铜镍合金生产小额硬币的提议。接下来的3年里，国会针对法案反复辩论，是否采用金属镍更是争论的焦点，部分议员指责整个法案的根本目的就是要让沃顿受益。1870至1872年间，联邦众议院两度通过这一法案的不同版本，联邦参议院也有一次，但众议院中存在的分歧仍然无法调和。众议院于1872年5月第2次通过法案，参议院财政委员会将法案中有关铜镍合金制币的提议删除。经过委员会会议后，两院都通过了之后人称1873年铸币法案的新版法案，其中将分币、3美分和5美分镍币保持不变，同时取消2美分硬币、3美分银币、银质半角硬币和标准银元，法案经总统格兰特于1873年2月12日签署生效。3美分镍币的法定支付上限和分币、5美分镍币一样，都是25美分。布林认为，3美分和半角银币会直接与两种铜镍合金币竞争，取消这两种银币是受到沃顿利益集团的影响。卡罗瑟斯指出，废除银质3美分和5美分属于必要之举，因为只有这样才能在银币恢复后继续保持3美分和5美分镍币的生产和流通。

### 衰落和落幕（1873至1890年）
1873年1月18日，费城铸币局首席铸币员阿奇博尔德·劳登·斯诺登（Archibald Loudon Snowden）正式向波洛克提出，硬币上的年份数字“3”过于类似数字“8”。波洛克因此下令首席雕刻师威廉·巴伯（William Barber，朗埃克已于1869年1月1日在任上去世）重刻年份数字。这使得包括3美分镍币在内的大部分1873年版硬币都有至少两种版本，分别是调整前的“ 3”（意为“闭合3”）和调整后的“ 3”（意为“开放3”）。这年铸币局一共生产了39万枚 3版和78万3000枚 3版3美分镍币。
钱币学家布鲁斯·戈德斯坦（Bruce C. Goldstein）指出，1873年法案通过后，3美分镍币因受多种因素共同影响而逐渐失去市场。一方面，3美分辅币已停止发行多年，市场中需要兑换的辅币越来越少；另一方面，西部出产的银矿增多，令银价逐渐下滑，原本遭囤积的老银币重新进入市场流通。这些因素再加上分币和5美分镍币库存充足，导致既不含银，而且面额在十进制货币体系中也不便使用的3美分镍币处境尴尬。铸币局在1876年生产的流通版3美分镍币数降至16万2000，并且之后两年都没有生产，只有打造一些精制币向公众发售。
1881年，有上百万枚3美分镍币熔融，同年10月1日，首重（0.5盎司，即14克）邮件资费从3美分下调至2美分，令3美分镍币的处境雪上加霜。虽然重1盎司（28克）的邮件费率仍然保持在3美分，但这一资费也于1885年7月1日下调至2美分。原本发行这种面额的根本原因已不复存在，1886年，铸币局除数千枚精制币外没有再生产3美分硬币，并且1887至1889年里生产的3美分流通币一共还不到6万枚。伴随着3美分的产量萎缩，5美分镍币的生产繁荣发展，为满足电子游乐场游戏机的需要，19世纪80年代出产的5美分镍币数量创下新纪录。事实证明，这些镍币在老虎机和街道铁路交易中广泛采用，因为其费率大多定在5美分。银币重返市场后，3美分变得更加不得民心，因为其直径与角币相同，经常导致混淆甚至小额诈骗。

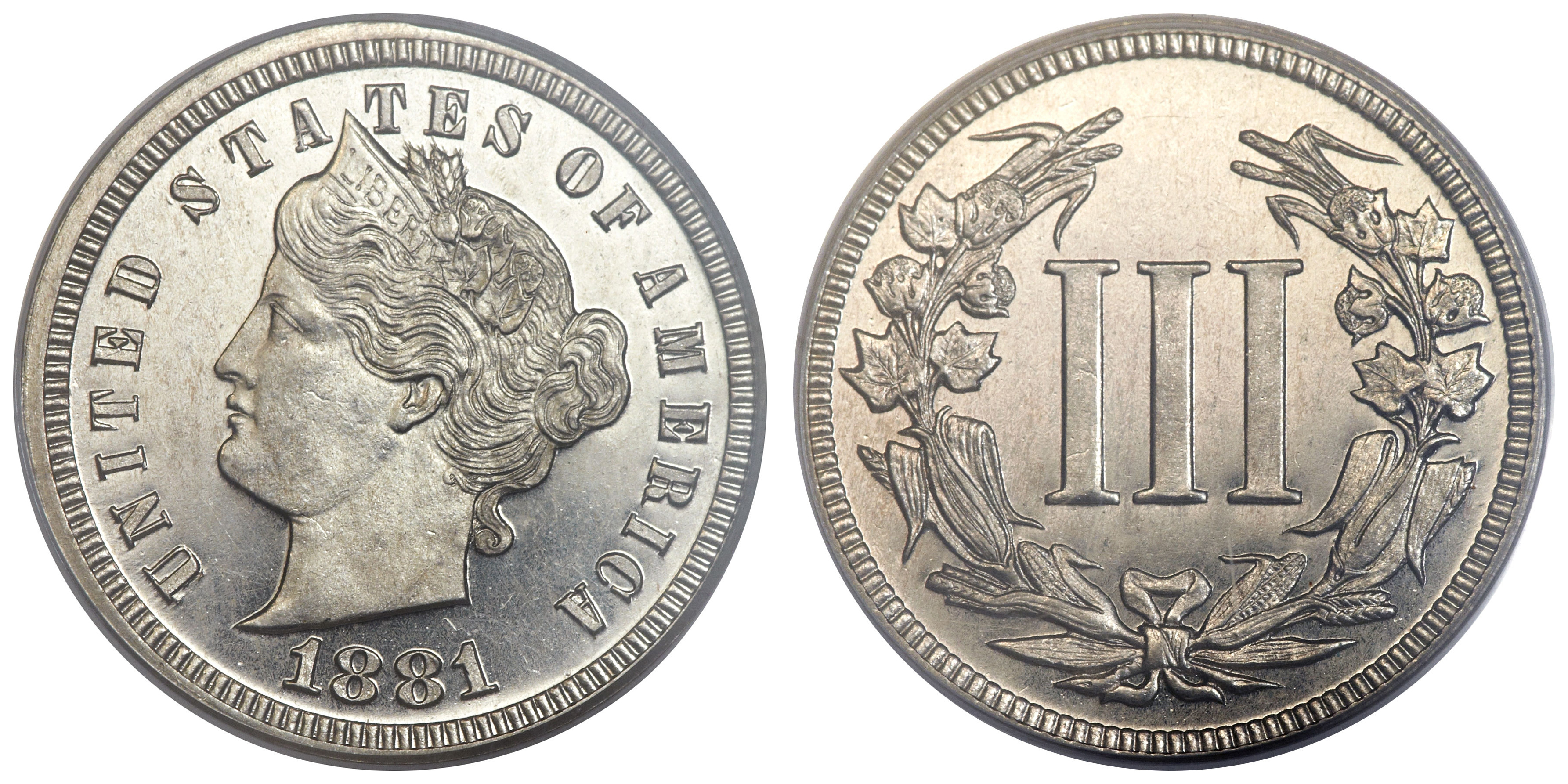
首席雕刻师查尔斯·爱德华·巴伯于1881年设计的3美分镍币图案币，这种设计之后在自由女神头像镍币上应用。

铸币局局长和财政部长从1880年就开始在年度报告中向国会呼吁中止3美分镍币发行。最后一批3美分硬币于1889年生产，国会接下来于1890年9月26日通过法案，将3美分、1美元和［［3美元金币］］废除。1888至1889年时出产的许多硬币还存放在财政部，它们都在新法案通过后熔融，遭受同样命运的还有数百万从银行送回的硬币。铸币局用镍币熔融后获得的金属在1890至1893年间生产了大量自由女神头像镍币。
1911年，俄亥俄州托莱多市长布兰德·惠特洛克（Brand Whitlock）和克里夫兰市长牛顿·D·贝克联名向国会递交备忘录，促请恢复3美分硬币。次年，众议院度量衡委员会下属的小组委员会举行听证，讨论授权发行铜镍合金3美分硬币，以及将青铜分币改为用铜镍合金制造的法案。铸币局局长乔治·E·罗伯茨（George E. Roberts）到场作证，表示自己不反对发行3美分硬币，因为1美分和5美分之间的确还有其它面额的市场需求。1936年，参议院银行委员会开始考虑多种硬币发行立法，3美分镍币也在其中。1942年，受战时金属短缺的影响，国会授权财政部临时更改镍币的材质组成，并且铸币局可以应公众需求生产3美分硬币。国会之前考虑的法案全部胎死腹中，铸币局也没有再实际投产3美分镍币。1965年铸币法案恢复了历史上所有美国硬币和纸币的法偿地位，并且取消一切公私交易中的法定支付上限。但这个时候，3美分镍币早已退出历史舞台。

## 收藏

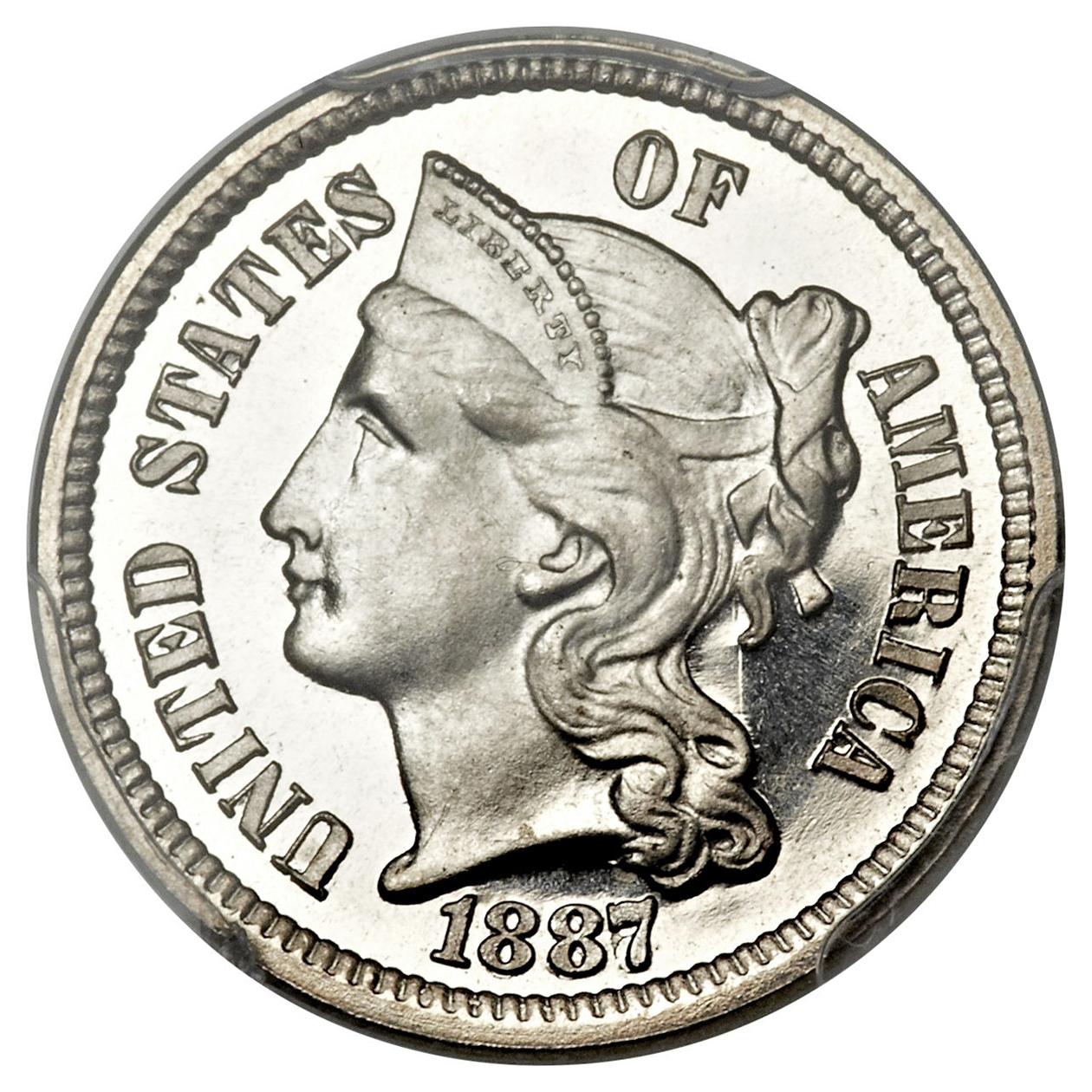
1887/6年版3美分镍币

根据理查德·约曼（Richard S. Yeoman）2015年版的《美国钱币指南手册》（A Guide Book of United States Coins），成色在谢尔顿硬币分级标准中属略有磨损的“-4”级别的3美分镍币中，只有1882至1887年的版本价值超过100美元，其它常见年份价值仅有18美元。1877年版的3美分镍币只有精制币版本，产量900枚，售价在所有3美分镍币中居首，为2000美元。大卫·范宁（David F. Fanning）曾于2001年发表有关3美分硬币的文章，文中指出，与稀缺程度类似的其它美国硬币（如摩根银元系列）相比，3美分镍币属较为廉价的收藏品。
从面世到停产，3美分镍币的设计一直保持稳定，存在的不同品种很少。已知存在的重叠年份版本只有1种，“1887/6”版。用于铸币的模具上原本刻有年份1886，但这年铸币局并没有生产用于市场流通的3美分镍币，所以铸币局为了不致浪费整套模具而在最后一个数字上加压“7”，结果两个数字都清晰可见。部分1865年版精制币背面的花环距离硬币边缘的距离比其它版本要近得多。这种精制币很可能是图案币，但铸币局将之纳入1865年的精制币套装发行。许多3美分镍币的设计图案没有完全成形，少了部分细节，这主要是因为正面的自由女神头像正对着背面的罗马数字“III”，同时镍铜合金硬度太高，模具生产过程中难以将硬币完整地压出来。

### 脚注
1. 1 2 3 4 5 6 7 8 9 10 11 12  Yeoman，第129頁.
2. ↑  Breen，第271頁.
3. ↑  Goldstein，第4頁.
4. ↑  Breen，第272頁.
5. ↑  Breen，第215–216頁.
6. ↑  Carothers，第151–185頁.
7. ↑  Carothers，第186–192頁.
8. ↑  Taxay，第240–242頁.
9. ↑  Carothers，第198頁.
10. ↑  Taxay，第243頁.
11. ↑  Bowers，第13頁.
12. ↑  Carothers，第201頁.
13. 1 2  Breen，第242頁.
14. 1 2 3 4  Goldstein，第18頁.
15. 1 2 3  Bowers，第14頁.
16. ↑  Carothers，第302頁.
17. ↑  Carothers，第301–302頁.
18. ↑  Taxay，第244頁.
19. ↑  Breen，第242–243頁.
20. ↑  Lange，第99頁.
21. ↑  Breen，第353頁.
22. ↑  Fanning，第97頁.
23. ↑  Lange，第100頁.
24. ↑  Carothers，第208頁.
25. 1 2  Carothers，第205–208頁.
26. ↑  Krause.
27. ↑  Carothers，第207–208頁.
28. ↑  Bureau of the Mint，第47–50頁.
29. ↑  Carothers，第208–209頁.
30. ↑  Carothers，第209頁.
31. ↑  Carothers，第209–211頁.
32. ↑  Taxay，第253–254頁.
33. ↑  Bureau of the Mint，第50頁.
34. ↑  Carothers，第231–233頁.
35. ↑  Bureau of the Mint，第55頁.
36. ↑  Breen，第295頁.
37. ↑  Carothers，第236頁.
38. ↑  Breen，第240–243頁.
39. ↑  Goldstein，第5, 18頁.
40. 1 2  Carothers，第273頁.
41. 1 2  Breen，第243頁.
42. 1 2  Carothers，第299頁.
43. ↑  House Committee，第3–17頁.
44. ↑  Senate Committee.
45. ↑  Ganz.
46. 1 2  Fanning，第98頁.
47. ↑  Breen，第243, 245頁.
48. ↑  Breen，第245頁.

## 扩展阅读
- Vermeule, Cornelius. . Cambridge, MA: The Belknap Press of Harvard University Press. 1971. ISBN 978-0-674-62840-3.